# Élargissement du point de trame
L'élargissement du point de trame improprement appelé « engraissement du point de trame » - car le terme graissage concerne un défaut d'impression et peut être équivoque - désigne un phénomène déterminant pour la qualité tout au long du processus d'impression en offset. On l'appelle aussi quelquefois à tort « écrasement » qui n'est qu'un des facteurs contribuant.
C'est la connaissance et l'étude de ce phénomène qui ont contribué à une standardisation industrielle de l'impression offset.  
L'élargissement désigne la déformation que subit le point de trame au cours des différentes étapes de l'impression. C'est l'écart mesuré entre la valeur initiale du point sur le film et celle mesurée sur la feuille imprimée. Le phénomène est à son maximum lorsque la circonférence du point est à 50 % (pour un point de forme carrée). C'est là que les effets antagonistes entre l'encre et l'eau sont à leur maximum et que l'action de la lumière sur les bords du point est la plus importante. 
De nombreux facteurs contribuent à ce phénomène complexe et il est très difficile de les mesurer séparément. Deux classes de facteurs sont identifiés qui prennent une part égale dans le phénomène.
Il s'agit des effets « mécaniques » et des effets « optiques »
Dans la première catégorie les causes sont nombreuses et bien connues des imprimeurs : 
- perte de surface à la copie (plaques positives) ou gain (plaques négatives) ;
- qualité et quantité de l'eau de mouillage (pH et additifs) ;
- qualité et dosage de l'encre (viscosité, tac, additifs et réglage du débit des encriers) ;
- température ambiante (et celle des éléments de la presse qui s'échauffent au cours du roulage) ;
- qualité et réglage du blanchet (habillage, tension, état de surface, écrasement) ;
- type de papier utilisé (absorption, diffusion, écrasement) ;
- l'équilibre continuellement instable entre tous ces facteurs (au cours du roulage l'encre et l'eau « émulsionnent », les plaques « graissent »).

Dans l'autre catégorie les causes sont liées aux lois de la physique et impossibles à gérer :
- Transmission de la lumière au travers des encres et réflexion sur la surface du papier.

L'élargissement est plus important avec des plaques négatives, avec des papiers non couchés et de faible grammage (LWC), avec des blanchets usagés, avec des linéatures de trame fines, etc.
Pour donner un ordre de grandeur l'élargissement moyen varie pour un point de 50 % entre 8 % et 25 % (c'est-à-dire 50 % devient 58 % à 75 %) selon les travaux.
On comprend dès lors l'importance capitale de maîtriser ce phénomène à défaut de l'éliminer. Et il apparait indispensable que l'on puisse en tenir compte au moment des réglages de colorimétrie qui déterminent le fichier finalisé de l'image et bien à la réalisation de l'épreuve contractuelle.
Les barres de contrôle et le standard d'impression sont les outils essentiels de la garantie d'une qualité optimale.